# Johann Georg Rachalß
Johann (Hans) Georg Rachalß (* 30. November 1630 in Lauter/Sa.; † 12. Dezember 1671 in Aue) war kursächsischer Förster in Lauter und zuletzt in Aue im Amt Schwarzenberg im Erzgebirge.

## Leben
Sein Vater war der Oberförster zu Lauter und spätere Pirschmeister zu Dresden Christoph Rachalß und seine Mutter Regina geborene Hartenberg. Sein Vater hatte 1632 den Aufstand in Lauter gegen den kaiserlichen General Heinrich Holck und den Bau einer Schanze am Lumpicht oder Lumbach organisiert.
Nach dem Schulbesuch und dem frühen Tod seines Vaters gab seine Mutter dem 1646 erfolgten Begehren des Kurfürsten Johann Georg I. von Sachsen nach, Johann Georg als Jägerjungen am sächsischen Hof in Dresden aufwachsen zu lassen. 1650 erfolgte seine offizielle Anstellung als so genannter Besuch-Knecht in Zabeltitz. Nach dem Tod seines Schwagers Baltzer Kühner übernahm er 1655 dessen Oberförsterstelle in Lauter. Zuvor hatte er am 22. September 1651 auf dem Hammerwerk Breitenbach Magdalena, die Tochter des Hammermeisters zu Wittigsthal und Breitenbach, Caspar Wittich, geheiratet, der gleichzeitig sein Stiefvater war. Aus dieser Ehe gingen 6 Söhne und 7 Töchter hervor.
Aufgrund seiner engen familiären Beziehungen zu den Hammerwerken Wittigsthal und Breitenbach war er eng mit der 1654 erfolgten Gründung der Exulantenstadt Johanngeorgenstadt verbunden, deren Entstehung und Aufblühen er förderte.
Durch günstige Anlage seines Vermögens im Bergbau war Rachalß zu Wohlstand gelangt, der es ihn ermöglichte, den Kirchen zu Lauter und Aue mehrfach Gutes zu tun. So spendete er der Kirche zu Lauter ein Tuch mit dem dazugehörigen Ornat um den Altar sowie ein mit silbernen Spitzen umsäumtes Altartuch.